# Lea Ann Parsley
Lea Ann Parsley, född den 12 juni 1968 i Logan, West Virginia, är en amerikansk skeletonåkare,
Hon tog OS-silver i skeleton i samband med de olympiska skeletontävlingarna 2002 i Salt Lake City.